# Panzerwurfmine
La Panzerwurfmine (abreviada como PWM) era una granada antitanque lanzada a mano con carga hueca utilizada por las tropas terrestres de la Luftwaffe en la Segunda Guerra Mundial.

## Apariencia
La apariencia de la Panzerwurfmine le debía mucho al Panzerfaust (específicamente su ojiva), que era de construcción y operación similar. La principal diferencia era que la PWM tenía un tubo conectado a la carga, que corría detrás de él, con algún tipo de aletas estabilizadoras o lona unidas a la parte posterior del tubo. 

## Premisa
Para que cualquier mina o granada antitanque altamente explosiva fuera efectiva contra el blindaje, debía asentarse directamente sobre el mismo, de modo que el chorro de metal de alta velocidad atraviese el blindaje en un ángulo de noventa grados. Una forma de asegurarse de que esto suceda era colocar manualmente la carga sobre el blindaje. Sin embargo, esto ponía al soldado en grave peligro por el fuego defensivo del tanque y otros enemigos. Una versión arrojadiza sería más versátil, pero sería difícil asegurar el ángulo de noventa grados. 
La Panzerwurfmine es diseñada para lograr el vuelo estable necesario para el despliegue de aletas grandes o tiras de lona en la parte posterior del diseño, para estabilizar la trayectoria de la granada y, por lo tanto, hacer más probable un impacto en ángulo de noventa grados. Cuando la PWM impactaba el blindaje, se activaba la carga con forma cónica. Sin embargo, en el uso en combate, la Panzerwurfmine a menudo no estuvo a la altura de las expectativas, debido al alcance relativamente corto que podía arrojarse, y también a la relativa falta de impactos limpios de noventa grados, lo que disminuyó su efectividad. 

## Versiones
La primera versión de la Panzerwurfmine fue la Panzerwurfmine Lang ("larga"). Esta pesaba 1,36 kg y tenía una longitud total de 53,3 cm. Era estabilizada por aletas en la parte posterior del tubo, que surgían cuando se lanzaba el dispositivo. Se introdujo por primera vez en mayo de 1943, con 203.800 producidas en ese año. Fue descontinuado a favor de la Panzerwurfmine Kurz ("corta"), que era estabilizada por una tira de lona que se desplegaba cuando se lanzaba el dispositivo, que también era más corto. 
Ambos diseños tenían ojivas con un diámetro de 11,4 cm, con una carga cónica de 500 g que podía penetrar aproximadamente 150 mm de BHL a cero grados. 